# The Pinnacle (Canton)
The Pinnacle (cinese semplificato: 广晟国际大厦; cinese tradizionale: 廣晟國際大廈) è un grattacielo di 60 piani alto 350,3 m situato nel distretto di Tianhe a Canton, nel Guangdong, in Cina. La costruzione della torre è stata completata nel 2012. L'edificio comprende anche un hotel.